# 啟普發生器

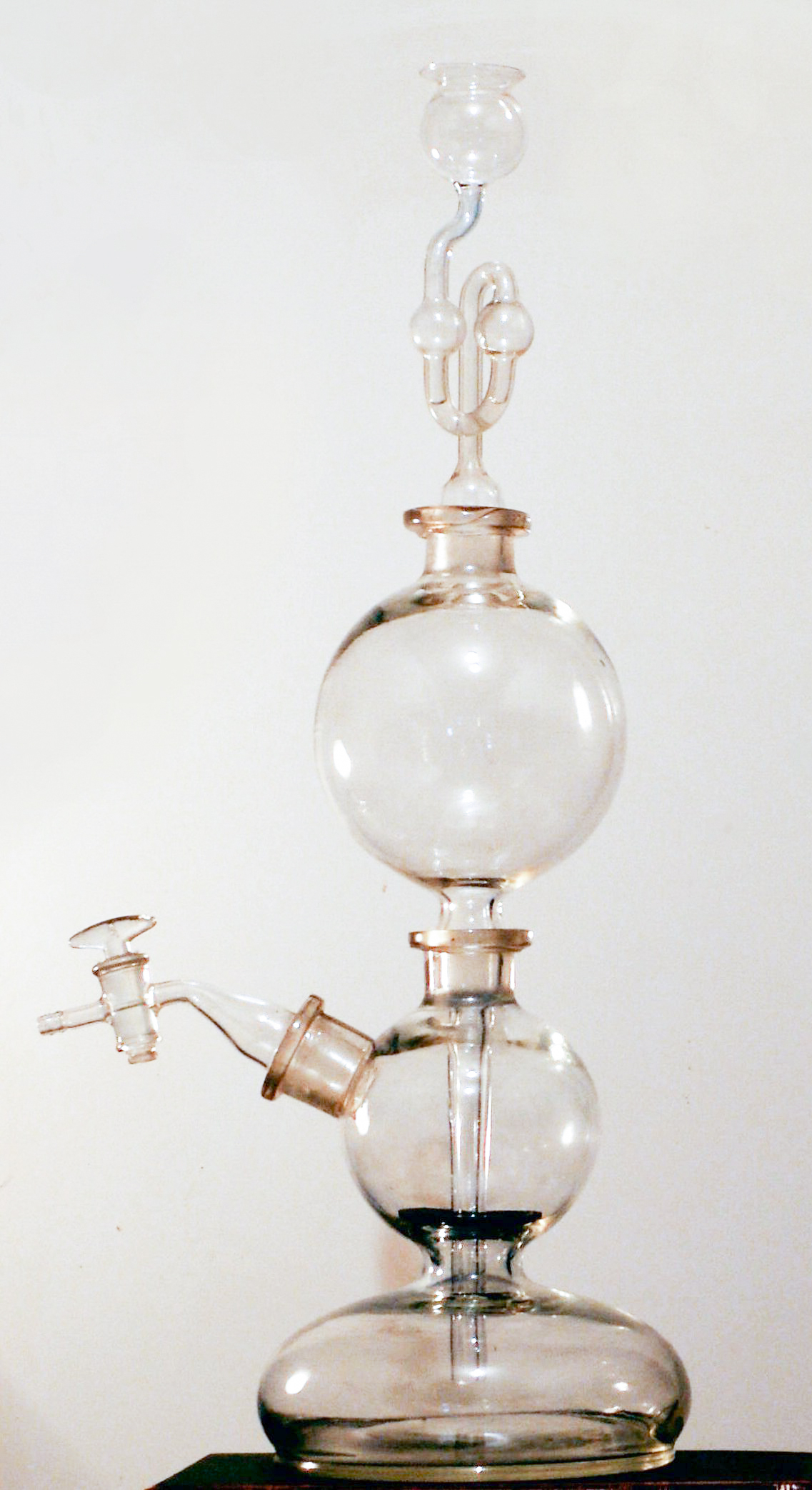
启普发生器

启普发生器是由荷兰化学家启普（Petrus Jacobus Kipp）发明的一种实验室玻璃仪器，用于制取氢气等气体，其特点是随开随用，随关随停。

## 构造

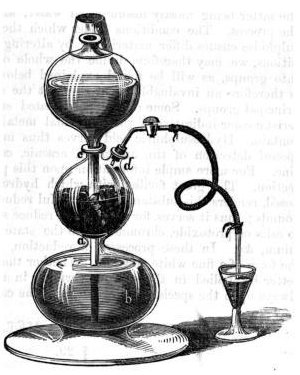
启普发生器的示意圖

启普发生器由球形漏斗、容器和导气管三部分组成，外形类似一個雪人。

## 用法
使用前将发生器横放，将固体从容器上的导气管插口放入容器，然后放正仪器，插紧导气管，液体反应物从球形漏斗倒入，由球形漏斗流到容器底部，再上升到中部跟固体接触而发生反应，产生的气体从导气管放出。
导气管口有活塞用于控制反应进行。当活塞关上时，容器中部气压增大，把液体压回容器底部直至不与固体接触为止，此时反应停止。

## 使用条件
启普发生器是用固体与液体试剂在常温条件（不用加热）下反应制取气体的装置。不能加热，否则容易引起容器炸裂。对于可溶性固体、固体呈粉末状，或者反应过程中产生高温的情况则不能使用该仪器制取。另外，一些会产生糊状物质从而导致启普发生器堵塞的反应也不能使用该仪器制取。